# Borah Bergman
Borah Bergman (Brooklyn (New York), 13 december 1933 – New York, 18 oktober 2012) was een Amerikaanse jazzpianist van de free jazz.

## Biografie
Bergman was afkomstig uit een muzikale familie en speelde als kind klarinet. Na zijn militaire diensttijd studeerde hij Engels en muziek aan de New York-universiteit om daarna als docent te gaan werken. Ofschoon hij pas op 20-jarige leeftijd begon met het pianospel, werd hij een jazzpianist met buitengewoon technische en improvisatorische vaardigheden. Al in 1954 trad hij soms op in het openbaar. Na een intensieve training, vooral de linkerhand, bracht hij tussen 1975 en 1985 vier soloalbums uit, aanvankelijk twee bij Chiaroscuro Records en daarna twee bij Soul Note. Hij ontwikkelde met een gelijkheid van beide handen en het overcross-spel zijn persoonlijke stijl.
Vanaf 1992 nam Bergman albums op in duet met de altsaxofonist Thomas Chapin, de drummer Andrew Cyrille en de sopraansaxofonist Evan Parker. Later werkte hij in trioformaties met Roscoe Mitchell en Thomas Buckner, met Peter Brötzmann en Thomas Borgmann en met Peter Brötzmann en Andrew Cyrille. Hij telde Lennie Tristano, Thelonious Monk en Bud Powell tot zijn invloeden.

## Overlijden
Borah Bergman overleed in oktober 2012 op 78-jarige leeftijd.

## Discografie
- 1976: Burst of Joy solo
- 1983: A New Frontier (Soul Note) solo
- 1984: Upside Down Visions solo
- 1990: The Fire Tale (Soul Note) met Evan Parker
- 1992: The Human Factor (Soul Note) met Andrew Cyrille
- 1994: First Meeting (Knitting Factory) met Roscoe Mitchell en Thomas Buckner
- 1994-95The Italian Concert met Roscoe Mitchell
- 1995: Reflections on Ornette Coleman and the Stone House (Soul Note) met Hamid Drake
- 1995: Ride Into the Blue met Thomas Borgmann en Peter Brötzmann (Konnex Records)
- 1996: Eight by Three (Mixtery) met Anthony Braxton, Peter Brötzmann
- 1996: Blue Zoo met Thomas Borgmann en Peter Brötzmann (Konnex Records)
- 1997: Exhilaration (Soul Note) met Peter Brötzmann, Andrew Cyrille
- 1999: New Organization (Soul Note) met Oliver Lake
- 1997: Toronto 1997 (Boxholder Records) met Thomas Chapin
- 2001: The River of Sounds (Boxholder Records) met Conny Bauer, Mat Maneri
- 2002: The Double Idea (Boxholder Records) solo
- 2003: Meditations for Piano (Tzadik Records) solo
- 2014: Borah Bergman/Kidd Jordan/William Parker/Michael Wimberly: Vita Brevis)
- 2018: Left (Not Two), met Peter Brötzmann, Frode Gjerstad
- 2019: Borah Bergman/Frode Gjerstad NY -95 (Circulasione Totale)